# Лејзи Лејк (Флорида)
Лејзи Лејк (енгл. Lazy Lake) град је у америчкој савезној држави Флорида.

## Демографија
По попису из 2010. године број становника је 24, што је 14 (-36,8%) становника мање него 2000. године.
| Група             | 2000.      | 2010.      |
| Белци             | 32 (84,2%) | 20 (83,3%) |
| Афроамериканци    | 4 (10,5%)  | 1 (4,2%)   |
| Азијати           | 0 (0,0%)   | 0 (0,0%)   |
| Хиспаноамериканци | 1 (2,6%)   | 2 (8,3%)   |
| Укупно            | 38         | 24         |